# Sotrovimab
Sotrovimab (Entwicklungsbezeichnung VIR-7831) ist ein von VIR Biotechnology und GlaxoSmithKline (GSK) entwickelter Arzneistoff zur ambulanten Behandlung von COVID-19. Es handelt sich um einen gegen SARS-CoV-2 gerichteten monoklonalen Antikörper mit zweifacher Wirkungsweise. Präklinische Daten deuten darauf hin, dass Sotrovimab sowohl das Eindringen des Virus in gesunde Zellen, als auch in infizierte Zellen blockieren kann.
Im Mai 2021 wurde in den USA der Notfallgebrauch genehmigt („Notfallzulassung“). Im September 2021 wurde Sotrovimab in Japan unter dem Namen Xevudy zugelassen zur Behandlung leichter bis mittelschwerer COVID-19-Fälle, die keine Sauerstoffgabe benötigen; im Dezember 2021 folgte eine Zulassung in der EU.
Die WHO empfiehlt Sotrovimab seit dem 14. Januar 2022 zur Behandlung von COVID-19-Erkrankten. Diese Empfehlung basiert auf sieben Studien mit mehr als 4000 Patienten.

## Herstellung
Das glykosylierte Protein wird rekombinant in Ovarialzellen des chinesischen Hamsters (CHO-Zellen – englisch Chinese Hamster Ovary) der K1-Linie hergestellt. Die CHO-Zelllinie ist eine der am häufigsten verwendeten Zelllinien in der biotechnologischen Produktion von Wirkstoffen wie beispielsweise therapeutische Antikörper.

## Wirkungsweise
Der Antikörper bindet an ein Epitop auf dem Spike-Glykoprotein von SARS-CoV-2, das mit SARS-CoV-1 geteilt wird (das Virus, welches das Schwere akute Atemwegssyndrom (SARS) verursacht). Epitope sind umschriebene molekulare Strukturen bzw. Molekülabschnitte eines Antigens, die eine spezifische Immunantwort auslösen können. Gegen jedes dieser Epitope kann ein spezifischer Antikörper oder eine spezifische T-Zelle gebildet werden. Sotrovimab bindet sich an ein hoch konserviertes Epitop des Spike-Glykoproteins, was eine Resistenzentwicklung stark erschwert.
Sotrovimab wurde so konzipiert, dass es eine hohe Konzentration in der Lunge erreichen kann und sowohl eine längere Halbwertszeit, als auch ein optimales Eindringen in das von SARS-CoV-2 betroffene Atemwegsgewebe gewährleistet. Die bisher bekannten Variants of Concern (VOC, „besorgniserregenden Varianten“), die britischen (VOC-202012/01), südafrikanischen (501.V2) und brasilianischen (Lineage P.1) Varianten des Virus unterscheiden sich bisher nicht im anvisierten Epitop des Sotrovimab-Epitops des Virus, und daher glauben die Hersteller, dass es seine Wirkung auch gegen diese Stämme entfalten sollte.

## Klinische Entwicklung
Am 10. März 2021 empfahl der unabhängige Datenüberwachungsausschuss Independent Data Monitoring Committee (IDMC), die Phase-3-Comet-Ice-Studie von VIR-7831 aus ethischen Gründen zu beenden, da bis zu dem Zeitpunkt bereits eine hohe Wirksamkeit des Medikaments in der Monotherapie für die frühzeitigen Behandlung von COVID-19 bei Erwachsenen mit hohem Risiko einer stationären Behandlung nachgewiesen worden sei.
Die IDMC-Empfehlung basiert auf einer Zwischenanalyse der Daten von 583 Patienten, die am Doppelblind-Comet-Ice-Test teilnahmen. Dabei konnte bei Patienten, die Sotrovimab als Monotherapie erhalten haben, eine Krankenhauseinweisung oder ein tödlicher Ausgang – im Vergleich zur Placebo-Gruppe – um 85 % reduziert werden. Die Studie soll weitere 24 Wochen andauern, um zusätzliche Ergebnisse, einschließlich Epidemiologie- und Virologiedaten, zu erhalten. Basierend darauf plante das Unternehmen, eine Notfall-Zulassung bei der Food and Drug Administration (FDA) und weiteren internationalen Behörden zu beantragen.
Weitere Studien
Neben Comet-Ice werden nachfolgende Studien über VIR-7831 (Sotrovimab) durchgeführt:
- Comet-Peak: Eine laufende Phase 2-Studie mit zwei Teilen untersucht die Sicherheits- und Viruskinetik von 500 mg intramuskulärer gegenüber intravenöser Verabreichung. Ebenso werden hinsichtlich der Pharmakokinetik unterschiedliche Herstellungsverfahren geprüft.
- Bei einer im März 2022 erschienen australischen Studie an 100 mit Sotrovimab behandelten Patienten wurden bei vier der Patienten Mutationen identifiziert, die zu einer Resistenz des Virus gegen Sotrovimab führten. Die betreffenden Patienten waren weiterhin infektiös, weshalb die Empfehlung ausgesprochen wurde, mit Sotrovimab behandelte Patienten in Hinblick auf das Auftauchen von resistenten Mutationen zu überwachen.[10][11]

## Zulassung
Am 26. Mai 2021 sprach die amerikanische Food and Drug Administration (FDA) eine Notfallzulassung aus, die GSK und Vir Biotechnology zwei Monate zuvor im März beantragt hatten.
Der Ausschuss für Humanarzneimittel der Europäischen Arzneimittelagentur (EMA) schloss im Mai 2021 zunächst ein Artikel-5(3)-Begutachtungverfahren zur Therapie von nicht stationären COVID-19-Patienten, die keine Sauerstoffgabe benötigen, mit positiver Beurteilung ab. Das Gutachten konnte genutzt werden, um in den EU-Ländern die Entscheidungsfindung der nationalen Behörden über eine mögliche Verwendung des Antikörpers bereits vor der Zulassung zu unterstützen. Sotrovimab konnte demzufolge zur Behandlung von bestätigten COVID-19 bei Erwachsenen und Jugendlichen (mindestens 12 Jahre alt, und mit einem Gewicht von mindestens 40 kg) verwendet werden. Die der Empfehlung zugrundeliegende Studie untersuchte, inwieweit die Gabe des Antikörpers Krankenhausaufenthalte oder Tod zu reduzieren mag. Die Zwischenanalyse hatte gezeigt, dass Sotrovimab das Krankenhausaufenthaltsrisiko für mehr als 24 Stunden oder den Tod um 85 % im Vergleich zu einem Placebo reduzierte: Der Krankenhausaufenthalt für mehr als 24 Stunden oder der Tod ereignete sich bei 1 % (3 von 291) von Patienten, die Sotrovimab erhielt und bei 7 % (21 von 292) derjenigen, die ein Placebo erhielten.
Am 17. Dezember 2021 erfolgte unter dem Namen Xevudy in der EU auch die Marktzulassung von Sotrovimab, nachdem im Mai 2021 ein Rolling-Review-Verfahren und im November das eigentliche Zulassungsverfahren eingeleitet worden waren.